# Гальвані-потенціал
Потенціал Гальвані (внутрішній потенціал, Δφ, дельта фі), в електрохімії — різниця електричних потенціалів між двома точками в різних  фазах. Ці фази можуть бути двома різними твердими тілами (напр., два з'єднаних механічно метали), або тверде тіло і рідина (напр., металевий електрод занурений в електроліт).

## Різниця потенціалів Гальвані (англ.Galvani potential difference)
Різниця електричних потенціалів (Δα βФ) між точками в об'ємі двох фаз α і β, якщо ці фази однакового складу (напр., два мідних провідники); визначається рівнянням
ΔαβФ = Фβ — Фα,
де Фβ і Фα — внутрішні електричні потенціали фаз α і β, відповідно.